# EXPO (アルバム)
『EXPO』（エクスポ）は、日本の音楽ユニットであるTMNの2作目のアルバム（TM NETWORKからの通算では8作目のアルバム）。
1991年9月5日にEpic/Sony Recordsよりリリースされた。TMNにリニューアルしての第二弾アルバム。前作『RHYTHM RED』（1990年）よりおよそ1年ぶりにリリース。作詞は小室哲哉、木根尚登、宇都宮隆の他に脚本家の坂元裕二が参加しており、作曲は小室および木根、宇都宮が担当、プロデューサーは小室の他に明石昭夫、ゲイリー・ライトが就任している。
レコーディングは同年に日本国内で行われ、ハリー・ニルソンの作品に参加した事で知られるミュージシャンのゲイリー・ライトが参加している。アルバムタイトルが示す通り、ハウス、フォーク、ヘヴィメタル、ラテン音楽、歌謡曲、ボサノヴァ、プログレッシブ・ロックなどあらゆる音楽ジャンルを網羅した作品となっている。
先行シングルとしてリリースされ、カメリアダイヤモンドのコマーシャルソングとして使用された「Love Train」および「We love the EARTH」を収録している。また本作の後にリリースされたシングル「WILD HEAVEN」は（コンセプトとしては「TM NETWORKパビリオン」として）本アルバム収録予定だったのだが、カップリング曲の「Dreams Of Christmas」同様、曲順を変更してもボーナストラック的になってしまい、アルバムの雰囲気と合わないとの理由で収録を見送られたというエピソードがある。さらに「WILD HEAVEN」が未収録となったため、本アルバムには小室みつ子による作詞曲は未収録となった。
オリコンチャートでは最高位1位を獲得し、売り上げ枚数は約65万枚と前作を上回る結果となった。同年9月1日より本作を受けてのツアー「Tour TMN EXPO」が敢行され、翌1992年には追加公演となる「TMN special event パーティーパビリオン」および「TOUR TMN EXPO FINAL CRAZY 4 YOU」、「TMNフォーク/メタル・パビリオン」が敢行された。
本作発売後、1991年11月に「WILD HEAVEN」、1993年9月に「一途な恋」、1994年4月に「Nights of The Knife」のシングルがリリースされた一方、アルバムはリリースされず、1994年にTMNはプロジェクト終了。それ以降小室の音楽プロデューサーやglobeでの活動や宇都宮・木根のソロ活動等を経て、1999年にTM NETWORKとして再始動、2000年末に再始動後初のアルバム『Major Turn-Round』迄オリジナルアルバムの発売は無かった。

## 背景
前作『RHYTHM RED』リリース後、TMNは「TM NETWORK RHYTHM RED TMN TOUR」と題したコンサートツアーを12月10日の新潟県民会館から翌1991年3月13日の名古屋市総合体育館レインボーホールまで15都市全40公演を開催した。
この時期にラジオで電気グルーヴの曲「電気ビリビリ」を聴いた木根が歌詞に小室の名が使用されていることに関心を持ち、それを知ったオールナイトニッポンのプロデューサーの仲介によって小室は電気グルーヴに曲のリミックスを依頼することとなった。2月1日には「TMN VS 電気GROOVE」という企画シングルとして「RHYTHM RED BEAT BLACK (Version 2.0)」がリリースされ、カップリング曲「RHYTHM RED BEAT BLACK Version 300000000000」にて電気グルーヴはメジャーデビューを果たす事となった。
3月21日には全労済ホールスペース・ゼロにて「EPIC SONY TMN SPECIAL EVENT」と題したライブイベントを敢行。
5月22日には先行シングルとなる「Love Train/We love the EARTH」をリリースし、オリコンチャートにて最高位1位を獲得、売上枚数は53.3万枚とシングルの売上としては自己最高記録となった。

## 録音
レコーディングは同年4月から7月にかけてソニー信濃町スタジオ、アライブレコーディングスタジオにて行われた。
最初は全体を包括するコンセプト・構成を考えずに、1曲毎に全く違うジャンルの曲をレコーディングしていった。そのうちにコンセプトは「まず自分が楽しく作る」「どの曲も聴くと目の前にドラマのような映像や風景が浮かぶように作る」「一瞬でも、宇宙空間に浮かぶ丸くて青い地球が見えてくれたらなって思う。それはゆとりある視野だから。半径5mや10分先の未来しか考えられないのは寂しいでしょ。もっと余裕やゆとりをもって未来・地球・自分のことを考えて欲しい」と話している。
レコーディングは丸3ヶ月間24時間アライブレコーディングスタジオを借りっぱなし状態で行われた。スタジオはLove TrainのPVにも登場している。地下では小室とゲイリー・ライト、明石昭夫らニューヨークからのエンジニアがクラブさながらのダンスミュージックのミックスをし、小室は「こんなに楽しくていいんでしょうか」と思うほどに楽しく集中して作れた。一方ロビーでは宇都宮・木根やマネージャーが合間にスーパーファミコンをしたりと様々であった。やたらとスタジオ内には人が多く、中には全然見たことのない人がよくいたという。

## 音楽性とテーマ
1曲1曲が「博覧会のパビリオン」のイメージを持つアルバム。レコーディングしていたスタジオの窓から月が見え、グランドピアノのあるスタジオに月明かりが照らされていた風景を見て「月とピアノ」という裏テーマが生まれた。
小室によると、今までのアルバムは無国籍風のサウンドであったが、EXPOは東京の音楽であるという。
2曲目の「We Love The Earth」はハウスミュージックに影響されており、洋楽のような音楽性を目指して製作された。3曲目「Love Train」はカラオケブームを意識して歌えるメロディーを目指して製作された。4曲目「Just Like Paradise」はハウスのダンスミュージックに影響されており、また同時期に人気が急上昇しミリオンヒットを出していたB'zの松本孝弘は同程度の曲を製作できるようになっていたと小室は述べている。5曲目「Jean Was Lonely」は「TMらしい曲」と小室は述べている。6曲目「Crazy For You」は宇都宮がテレビドラマに出演した事に影響されて製作された曲であり、ハウスミュージックとなっている。7曲目「月の河／I Hate Folk」は小室曰く「ウツ×木根の遊びの部分を表現することができましたね」、「遊び心満載の曲」であるという。14・15曲録音したが、CDに入らなかったので、混ぜてみたとも小室は述べている。8曲目「あの夏を忘れない」は「詞と音がすごくフィットしている」、「ポップでシングル向きの歌唱作品」と小室は述べている。9曲目「大地の物語」は俯瞰で見たラブソングであり、これは一人称あるいは二人称のラブソングが苦手であったためである。10曲目「月はピアノに誘われて」は歌謡曲やニューミュージック的であると小室は述べている。11曲目「Tomorrow Made New」はTMNの頭文字から名付けられたタイトルであり、「RHYTHM RED TOUR」にて初披露されたが本作では歌詞が変更された。12曲目「Think Of Earth」はプログレッシブ・ロックを意識して製作されており、小室はボーカルを担当するのはこの曲で最後にしようと考えていたという。小室は「何も考えなくても誰に対しても『ともかくこれを1枚聞いて！』って言えるアルバム、これがデビューアルバムだとしたら、どんなに楽しいだろうと言っている。このアルバムではハウス・ループの手法を取り入れている。サンプリングは以前は「著作権侵害」と言われていたが、最近は立派なオリジナルとして認められるようになったと小室は述べている。小室自身がドラムを叩いている曲もあるが、最初から最後まで叩いているのではなく、数小節叩いてノリのいい1小節だけを取り出して、それを繰り返してつなげることによって、上手なドラマーのような面白いノリのドラムになると言っている。それはインチキでなく、新しい手法だと小室は述べている。

## リリース履歴
1991年9月5日にEpic/Sony Recordsより、CD、CTの2形態でリリースされた。初回限定版はデジパック仕様となっており、未発表ビデオおよび未発表曲入りの8センチCDが贈呈されるキャンペーンの応募券が付属していた。
その後も1992年11月1日にミニディスクとしてリリースされた他、1996年6月17日、2000年3月23日とCD盤のみ再リリースされ、2004年3月31日には完全限定生産盤のCD-BOX『WORLD HERITAGE DOUBLE-DECADE COMPLETE BOX』に紙ジャケット、24bitデジタルリマスタリング仕様で収録された。
2014年5月21日にはデジタルリマスタリング仕様でBlu-spec CD2にてリリースされた。
2024年8月21日にはアナログLP盤が数量限定でリリース。
| No. | 日付          | レーベル                       | 規格         | 規格品番            | 最高順位 | 備考 |
| --- | ------------- | ------------------------------ | ------------ | ------------------- | -------- | --- |
| 1   | 1991年9月5日  | Epic/Sony Records              | CD CT        | ESCB-1220 ESTB-1115 | 1位      | |
| 2   | 1992年11月1日 | Epic/Sony Records              | MD           | ESYB-7004           | -        | |
| 3   | 1996年6月17日 | Epic/Sony Records              | CD           | ESCB-1760           | -        | |
| 4   | 2000年3月23日 | Epic Records                   | CD           | ESCB-2120           | -        | |
| 5   | 2004年3月31日 | Epic Records                   | CD           | ESCL-2531           | -        | CD-BOX『WORLD HERITAGE DOUBLE-DECADE COMPLETE BOX』（完全生産限定盤）収録 紙ジャケット、24bitデジタルリマスタリング仕様 |
| 6   | 2014年5月21日 | ソニー・ミュージックダイレクト | Blu-spec CD2 | MHCL-30220          | 98位     | デジタルリマスタリング仕様                                                                                              |
| 7   | 2024年8月21日 | ソニー・ミュージックダイレクト | LP(2枚組)    | MHJL-352            |          | |

## アートワーク
アルバム『humansystem』（1987年）制作時のアイデアである3人が宇宙船に乗っているという案が使用された。
ジャケットに描かれているのはピアノであり、マウリッツ・エッシャーの騙し絵やサルバドール・ダリを意識して製作された。
TMN EXPO PAVILION MAP
アルバム「EXPO」には、ライナーノーツの最初のページにパビリオンマップが描かれており、曲目だけでなく下記のようなメッセージも記載されている。
- TMN EXPO PAVILION MAP
  - The center pavilion contains the main theme.
  - The other pavilions portray the various tracks.
  - There are twelve pavilions in all.
  - To WHICH pavilion you open the door first, is your Freedom Of Choice.

## EXPOピアノ
アルバム・ジャケットに描かれたものと同様のピアノが、小室の提示したクレイモデルに基づきヤマハによって実際に制作され、アルバムツアー等で使用された。2台制作されたうちの1台は、ヤマハ掛川工場に展示されている。

## ツアー
本作をのリリースと前後する形で、9月1日の鹿児島市民文化ホールから翌1992年2月15日の帯広市民文化ホールまで、35都市全57公演におよぶコンサートツアー「Tour TMN EXPO」を開催した。
また前述のツアーと重なる形で11月30日および12月1日には幕張メッセ イベントホールにおいて単独公演となる「TMN WILD HEAVEN」を敢行、さらに1月14日の北海道厚生年金会館から2月27日の大阪城ホールまで7都市全7公演となるコンサートツアー「TMN special event パーティーパビリオン」を開催した。
その後、前述のツアーの追加公演として3月12日の名古屋市総合体育館レインボーホールから4月18日の沖縄コンベンションセンター展示場まで、5都市全9公演となるコンサートツアー「TOUR TMN EXPO FINAL CRAZY 4 YOU」を敢行した他、4月25日には日清パワーステーションにて単独公演となる「TMNフォーク/メタル・パビリオン」を敢行した。
この後にTMNとしてはコンサーツアーは行われず、1994年5月18日、5月19日の東京ドーム公演を最後にプロジェクト終了として解散するため、前述のツアーが最後のコンサートツアーとなった。

## 批評
| 専門評論家によるレビュー                                       | 専門評論家によるレビュー |
| レビュー・スコア                                               | レビュー・スコア         |
| 出典                                                           | 評価                     |
| -------------------------------------------------------------- | ------------------------ |
| CDジャーナル                                                   | 肯定的                   |
| 音楽誌が書かないJポップ批評53 TMN&小室哲哉［ポップス神話創世］ | 肯定的                   |

- 音楽情報サイト『CDジャーナル』では、TMNへのリニューアル後の作品に関して「逆にメンバー3人の個性色がストレートに発揮されるようになってきたように思う」と指摘した上で、本作はタイトルの万博という名が示す通り「各曲をパビリオンに見立てたメッセージ・ソングで構成した作品」と位置付けた[16]。またそれ以外の評価として「タイトル通りのバラエティに富んだ内容」と指摘した上で、「トータリティを意識したコンセプチュアルな側面を持っており、遊び心や実験精神と普遍性、混沌と秩序が見事なバランスで共存した」と完成度の高さを称賛した[17]。

- 音楽誌『音楽誌が書かないJポップ批評53 TMN&小室哲哉［ポップス神話創世］』においてライターの杉江由紀は、「各曲をパビリオンに見立てたつくりが特徴的」と指摘し、いわゆるTMサウンドを下敷きに様々な音楽ジャンルを網羅していることを指摘した他、「月とピアノ」が裏テーマであることを示す通り、随所に「月」という言葉やピアノの音色が使用されている事を指摘した上で「テーマ性を持たせた作り込み方は、ある意味『RAINBOW RAINBOW』の頃から一貫したものだ」と称賛し、また「この時点でのTMNのすべてを"見せ尽くした"のが、この『EXPO』だったのかもしれない」と総括した[18]。

## チャート成績
オリコンチャートでは最高位1位、登場回数14回となり、売り上げ枚数は64.8万枚となった。

## 収録曲

### CD盤
| #         | タイトル                                | 作詞               | 作曲               | 編曲                                 | 時間  |
| --------- | --------------------------------------- | ------------------ | ------------------ | ------------------------------------ | ----- |
| 1.        | 「EXPO」                                |                    | 小室哲哉           | 小室哲哉                             | 1:50  |
| 2.        | 「We Love The Earth （Ooh,Ah,Ah,Mix）」 | 小室哲哉           | 小室哲哉           | 小室哲哉・明石昭夫・ゲイリー・ライト | 7:08  |
| 3.        | 「Love Train」                          | 小室哲哉           | 小室哲哉           | 小室哲哉                             | 5:25  |
| 4.        | 「Just Like Paradise」                  | 小室哲哉           | 小室哲哉           | 小室哲哉・明石昭夫・ゲイリー・ライト | 5:35  |
| 5.        | 「Jean Was Lonely」                     | 坂元裕二           | 小室哲哉           | 小室哲哉                             | 6:33  |
| 6.        | 「Crazy For You」                       | 坂元裕二           | 小室哲哉           | 小室哲哉・明石昭夫・ゲイリー・ライト | 7:10  |
| 7.        | 「月の河／I Hate Folk」                 | 木根尚登／宇都宮隆 | 木根尚登／宇都宮隆 | 小室哲哉                             | 2:39  |
| 8.        | 「あの夏を忘れない」                    | 坂元裕二           | 小室哲哉           | 小室哲哉                             | 5:50  |
| 9.        | 「大地の物語」                          | 小室哲哉           | 木根尚登           | 小室哲哉                             | 4:01  |
| 10.       | 「月はピアノに誘われて」                | 坂元裕二           | 木根尚登           | 久保こーじ                           | 5:27  |
| 11.       | 「Tomorrow Made New」                   | 坂元裕二           | 小室哲哉           | 小室哲哉                             | 5:15  |
| 12.       | 「Think Of Earth」                      | 小室哲哉           | 小室哲哉           | 小室哲哉                             | 8:13  |
| 合計時間: | 合計時間:                               | 合計時間:          | 合計時間:          | 合計時間:                            | 65:10 |

### アナログ盤
| #         | タイトル                                | 作詞      | 作曲      | 編曲                                 | 時間  |
| --------- | --------------------------------------- | --------- | --------- | ------------------------------------ | ----- |
| 1.        | 「EXPO」                                |           | 小室哲哉  | 小室哲哉                             | 1:50  |
| 2.        | 「We Love The Earth （Ooh,Ah,Ah,Mix）」 | 小室哲哉  | 小室哲哉  | 小室哲哉・明石昭夫・ゲイリー・ライト | 7:08  |
| 3.        | 「Love Train」                          | 小室哲哉  | 小室哲哉  | 小室哲哉                             | 5:25  |
| 合計時間: | 合計時間:                               | 合計時間: | 合計時間: | 合計時間:                            | 14:23 |

| #         | タイトル               | 作詞      | 作曲      | 編曲                                 | 時間  |
| --------- | ---------------------- | --------- | --------- | ------------------------------------ | ----- |
| 4.        | 「Just Like Paradise」 | 小室哲哉  | 小室哲哉  | 小室哲哉・明石昭夫・ゲイリー・ライト | 5:35  |
| 5.        | 「Jean Was Lonely」    | 坂元裕二  | 小室哲哉  | 小室哲哉                             | 6:33  |
| 6.        | 「Crazy For You」      | 坂元裕二  | 小室哲哉  | 小室哲哉・明石昭夫・ゲイリー・ライト | 7:10  |
| 合計時間: | 合計時間:              | 合計時間: | 合計時間: | 合計時間:                            | 19:18 |

| #         | タイトル                | 作詞               | 作曲               | 編曲      | 時間  |
| --------- | ----------------------- | ------------------ | ------------------ | --------- | ----- |
| 7.        | 「月の河／I Hate Folk」 | 木根尚登／宇都宮隆 | 木根尚登／宇都宮隆 | 小室哲哉  | 2:39  |
| 8.        | 「あの夏を忘れない」    | 坂元裕二           | 小室哲哉           | 小室哲哉  | 5:50  |
| 9.        | 「大地の物語」          | 小室哲哉           | 木根尚登           | 小室哲哉  | 4:01  |
| 合計時間: | 合計時間:               | 合計時間:          | 合計時間:          | 合計時間: | 12:30 |

| #         | タイトル                 | 作詞      | 作曲      | 編曲       | 時間  |
| --------- | ------------------------ | --------- | --------- | ---------- | ----- |
| 10.       | 「月はピアノに誘われて」 | 坂元裕二  | 木根尚登  | 久保こーじ | 5:27  |
| 11.       | 「Tomorrow Made New」    | 坂元裕二  | 小室哲哉  | 小室哲哉   | 5:15  |
| 12.       | 「Think Of Earth」       | 小室哲哉  | 小室哲哉  | 小室哲哉   | 8:13  |
| 合計時間: | 合計時間:                | 合計時間: | 合計時間: | 合計時間:  | 18:55 |

## 曲解説
1. EXPO
逆再生でTMのメンバー3人の声を入れている。小室は「時代が言葉に蓋をしたことを表現したかった」[13]「映像として例えれば、『ジャケットのピアノを模した宇宙船までの道のり』をイメージした。『目くるめく世界へどうぞ』みたいなもの」[19]と語り、宇都宮は「メッセージをタイムカプセルに収めたようなもの」と例えている[13]。
2. We Love The Earth （Ooh,Ah,Ah,Mix）
25thシングル両A面曲のアルバムバージョン。「DRESS」でとった手法と全く同じであり、大半のアレンジは 明石昭夫、ゲイリー・ライトに委ねて、最終的なアレンジは小室がまとめた[13][1]。
3. Love Train
25thシングル。アレンジバージョンを制作していたが、「最初にレコーディングしたときの勢い、特にボーカルの旬を大事にしたい」という小室の意向でシングル盤と同じ内容にした[13]。因みにTM NETWORK/TMN通じて、オリジナルアルバム収録時に先行シングルでシングルと全く同じアレンジで収録されているのは当楽曲が初めて[20]である。(ただし、C/W曲は除く。)
なお当初制作していたアルバムバージョンは「CLUB MIX」として本アルバム購入者応募特典曲となっていた（2004年リリースのベストアルバム「Welcome to the FANKS!」に初収録）。
4. Just Like Paradise
コンセプトは「PASSENGER 〜a train named Big City〜」の最新版。アレンジは明石昭夫、ゲイリー・ライトに委ねている。裏テーマとして「ハウス+ラップ」「ループリズム」を掲げ、サンプリングしたリズムやベースを繰り返して、アレンジの基本となる部分を構成し、その上にラップを載せた[13][8]。
新しいラップの表現を模索するために、黒人のコーラスを3人起用した[1]。
当初は葛城哲哉がギターカッティングを演奏するはずだったが、当人が思ったようなギタープレイが出来なかったため「木根さんに任せた」と言い放ち断念。代わって木根尚登が担当したが木根もなかなか思い通りのフレーズが弾けずにいたが小室が木根に指示したフレーズを弾いてみるとハマったという。その際、小室が「流石、僕のプロデュースだね」と言ったが、「弾いたのは俺なのに…」と木根自身はイマイチ納得いかない様子だったらしい[13]。
5. Jean Was Lonely
宇都宮が最も得意とするラテン音楽を参考にした歌唱法を基本にしたスタイルを一つのブランドとしてアピールするため、アルバムで最後に取り掛かった[13]。
コンセプトは「カリビアーナ・ハイ」の続編であり、小室は「両曲のピアノの音を聴き比べて欲しい」という思いを込めた[1]。
宇都宮はシングルにしてもいいのではないかと気に入っていた[21]。
歌詞のテーマは「『自然なラブストーリー』を1980年代前半のTM NETWORKの手法で書いてほしい」と坂元に依頼したが、小室は「あんまり自然にならなかった」と振り返っている[19]。
6. Crazy For You
小室が「喋る」という要素を入れたくて作った曲[22]。
サビ以外は宇都宮と、彼のファンという設定の女性によるダイアローグ。
はじめは坂元が得意としていた「フジテレビジョンで流れそうなトレンディドラマ」「青春ラブストーリーもの」等幾つかの候補が挙がったが、宇都宮のキャラクターとかみ合わず「ロックスターと普通の女の子の密会」をテーマにした[13][8][1]。
楽曲全体にわたって、サンプリングされた伊集院光の笑い声やトークが使われている。
ヴァン・マッコイを意識し、インストでも聴けるようなギミックを施した[23]。
ドラムは小室が直接叩いている[19]。
打ち込みの音色は古い感じを出す様にしている[19]。
7. 月の河／I Hate Folk
「月の河」と「I Hate Folk」の2つの楽曲を混ぜ込んだ構成となっている曲。なお「月の河」は木根が作詞・作曲、「I Hate Folk」は宇都宮が作詞・作曲を手がけている。また「月の河」は、1991年10月4日放送のWOWOWのスペシャル番組にて、番組オリジナルMVと共にフルバージョンがオンエアされた。後に木根が2002年にリリースしたソロアルバム「RUNNING ON」に木根本人がカバーしたバージョンが収録されている。
「月の河」は1970年代のガロみたいなフォークソングを作ることをテーマにした。木根は高田渡の「自転車に乗って」が好きで、「自転車」は重要なキーワードとして使った[13]。木根が2、3回練習した後すぐにレコーディングに臨み、宇都宮は本番の30分前までメロディすら把握していなかったが、「中学生の頃から2人でやったフォークデュオの真似事」の延長線上で行ったためにすぐに録れた[8]。
「I Hate Folk」は小室は木根のシャウトと宇都宮のベースを引き立てるようにした。木根はシャウトが原因で頭痛を起こして入院した。宇都宮はベースを2回しか練習しておらず、弾き方を把握しないままだったが開き直って遊び感覚で本番に臨み、一発でOKが出た[13][8]。
両曲とも約1時間で終わった[1]。
8. あの夏を忘れない
小室は「Jean Was Lonely」の宇都宮に対するコンセプトをそのままに、坂元が素直に捻らずに自分を表現できるように作曲した[13]。
宇都宮も「TMNのポップさが出ている」、「ポップスというか歌謡曲というか」、「昔のTM NETWORKを好きな人たちとかにも、すごくニオイのする曲かもしれない」と述べている[11]。
9. 大地の物語
カメリアダイアモンドCMソング第3弾。「We love the EARTH」、「Love Train」と3部作となっていると小室は述べている[11]。「We love the EARTH」で男女が出会って、「Love Train」でただ仲がいいというだけではすまなくなり、「大地の物語」で男女の問題ではなく、もっと崇高な気分、地球上にいるなあという風になる。テーマは一貫して「LOVE EARTH」と小室は述べている[11]。
小室は「地に足の着いた女性の逞しさ」[13]「F-1のラストにかかる様な感じで」[19]と注文し、木根は「力強いバラード」とお互いの異なるコンセプトを調和した[13]。
小室は「詞を書くのがすごく楽しかった。本当に降ってくる感じで言葉が生まれてきた」と振り返っている[8]。
宇都宮は「『RHYTHM RED』の『REASONLESS』のイメージを引き継いでいる」と称している[19]。
小室は「自分の曲よりも言葉をつけやすい」、「木根の曲はメロディーが無理をしていない」と述べている[11]。
木根はこの曲の詞をとても気に入っていると言っている[24]。
木根はクイーンのギター主体のロックバラードを意識しながら制作した[23]。
10. 月はピアノに誘われて
木根の中にあるニューミュージックを意識して制作した。木根がリードボーカルを執り、宇都宮がボーカルディレクションを行っている[13]。
木根から「好きにやっといて」と勧められる形で、編曲を久保こーじが担当した[25]。
宇都宮は「派手な音使いの方が歌としての形を作りやすい。逆にこの手の曲は歌で表現するのは難しい」と語っている[8]。
木根は早くライブで歌いたいとインタビューで答えている[24]。
11. Tomorrow Made New
前作『RHYTHM RED』（1990年）の時に作られていた曲。本作の収録にあたって、今回歌詞を変更（本作のキーワードである「月とピアノ」が入っている）した上で収録されている。歌詞が本作『EXPO』に沿ったものであるが、前作である『RHYTHM RED』路線が残っている楽曲であり、本アルバム収録楽曲とは明らかに異端児的な存在である。なお、歌詞が変更されていない原曲（オリジナル）バージョンはライブ音源ではあるがライブビデオ『WORLD'S END I』に収録されている。
「TM NETWORK RHYTHM RED TMN TOUR」終了後、普段とは違う喉の使い方をした宇都宮は1ヶ月の休暇を取り、本作の歌入れからアルバムの制作を再開した[13]。
「TM NETWORK RHYTHM RED TMN TOUR」では重い生音中心のアレンジだったが、テンポを上げて、ドラムも打ち込みにした[8]。
12. Think Of Earth
小室がリードボーカルを執っている。
本来はイベント「SPACE WORLD」のために制作された[13]。なお、このこともあり、スペースワールドの最終日午前2時の閉園BGMにも採用された。
ピンク・フロイドを意識しながら制作され、それがエレクトリックピアノ・アコースティック・ギターの音色に反映されている[23]。
湾岸戦争のときの衛星からの俯瞰の地球、石油がどこに流れ込んでいるかという様子が見えてしまう映像を観て、どうなるのかということは自分には分からないが、そういう思いを歌に綴っておくことで自分を確認しようとして作った楽曲である[12]。
コード進行など何も考えないで、弾き始めて終わっていたらできた曲とのことである[12]。

## スタッフ・クレジット

### TMN
- 宇都宮隆 - ボーカル、バックグラウンドボーカル、アコースティック・ギター、エレクトリックベース
- 木根尚登 - ボーカル、バックグラウンドボーカル、アコースティック・ギター、エレクトリックギター
- 小室哲哉 - 編曲、ボーカル、バックグラウンドボーカル、シンクラヴィア、シンセサイザー、ピアノ、オルガン、ソリーナ、ドラムス、シンセベース

### 参加ミュージシャン
- 葛城哲哉 - エレクトリックギター、アコースティック・ギター、バックグラウンドボーカル
- 阿部薫 - ドラムス、ラテン・パーカッション
- 明石昭夫 - 編曲、シンセサイザー、ドラムプログラミング、MIDIギター
- ゲイリー・ライト - ミキシング、編曲、シンセサイザー、ドラムプログラミング
- 久保こーじ - 編曲、シンセサイザー、ドラムプログラミング (TR-808 / 909)、ウクレレ、エレクトリックギター
- 秋葉淳 - シンクラヴィア・オペレーター
- ヴァレリー・カシムラ - バックグラウンドボーカル
- ウォーネル・ジョーンズ - バックグラウンドボーカル
- スティーヴ・ハインズ - 話声
- HIROMI HAZAMA - 話声
- アミー・スペンサー - 話声
- 伊集院光 - 笑い声

### スタッフ
- 伊東俊郎 - レコーディング・エンジニア
- 上畑基生 - アシスタント・エンジニア
- 長井洋一 - アシスタント・エンジニア
- 宮崎ありさ - アシスタント・エンジニア
- 飯島周城 - 追加レコーディング・エンジニア
- 小林光晴（ソニーミュージック信濃町スタジオ） - マスタリング・エンジニア
- 三好玲子 (TOKYO FUN) - 追加マスタリング・エンジニア
- 小坂洋二（エピックソニーレコード） - エグゼクティブ・プロデューサー
- 山口三平（エピックソニーレコード） - A&R
- 大竹研（エピックソニーレコード） - A&R（インターナショナル）
- 篠原廣人（エピックソニーレコード） - プロモーション
- 松村慶子（タイムマシン） - スーパーバイザー
- 荒井克己 - タイムマシンA&R
- 井上哲生 - タイムマシンA&R
- 大谷健吾 - タイムマシンA&R
- 安部裕子 - タイムマシンA&R
- 高橋拓也 (Junkers & Bus) - クルー
- 田中義則 - クルー
- 須田章子 - 秘書
- ほかぞのまきこ - 秘書
- 高橋伸明 (bahaty) - アート・ディレクション、デザイン
- 吉田俊樹 (bahaty) - デザイン
- 小森誠 - イラストレーション
- 大川直人 - 写真撮影
- 岩瀬明美 - スタイリスト
- 横原義雄 - ヘアー&メイク・アップ
- 角川春樹 - スペシャル・サンクス